# قرار مجلس الأمن التابع للأمم المتحدة رقم 145
قرار مجلس الأمن التابع للأمم المتحدة رقم 145، الذي اتخذ بالإجماع في 22 يوليو 1960، بعد النظر في تقرير الأمين العام بشأن تنفيذ القرار 143، دعا المجلس بلجيكا إلى سحب قواتها من الكونغو، وأذن للأمين العام باتخاذ جميع الإجراءات اللازمة لهذا الغرض. وطلب المجلس كذلك من جميع الدول الامتناع عن أي عمل قد يعوق استعادة القانون والنظام في الكونغو أو يقوض سلامتها الإقليمية، ثم أثنى المجلس على الأمين العام لإجراءاته السريعة فيما يتعلق بالقرار 143 إلى جانب تقريره الأول وطلب المزيد من التقارير حسب الاقتضاء.